# Söderby fjärden
Söderby fjärden är en fjärd i Finland. Den ligger i landskapet Egentliga Finland, i den sydvästra delen av landet, 200 km väster om huvudstaden Helsingfors.
Söderby fjärden ligger mellan Keistiö i väster och Iniö (ö) i öster. Den ansluter till Keistiö fjärden i norr och Näse strömmen i söder.